# Francis Leroi
Francis Leroi (5 de setembre de 1942 – 21 de març de 2002) va ser un director, productor i guionista cinematogràfic de nacionalitat francesa, conegut per ser un dels pioners del cinema pornogràfic francès dels anys 1970.

## Biografia
Nascut en París, França, va cursar estudis en el Lycée Henri IV de la seva ciutat natal. En aquesta època va rodar les seves primeres pel·lícules, en format 8 mm, destacant la seva adaptació de El gran Meaulnes. Llicenciat en filosofia, va escriure una tesi sobre el Marquès de Sade, que va ser rebutjada per La Sorbona.
En els anys 1960 va freqüentar als cineastes de la Nouvelle Vague, sent ajudant de Claude Chabrol en el rodatge de Landru (1962), dirigint nombrosos curtmetratges, entre ells un sobre el rodatge d' Alphaville, pel·lícula dirigida per Jean-Luc Godard.
Entre 1964 i 1965 va escriure una columna teatral en el diari Combat. En 1965 va dirigir en un cafè teatre parisenc una de les seves peces, Les Minets chéris, que en 1966 seria el seu primer llargmetratge, el psicodèlic Pop' Game, en el qual barrejava la denúncia política amb les escenes eròtiques. Posteriorment es va dedicar al cinema de gènere amb films com La Michetonneuse (1970), escrit amb François Jouffa, o Les Tentations de Marianne (1972), escrit amb Patrick Rambaud.
En 1973 va produir La Bonzesse, film rodat a París i Sri Lanka pel periodista François Jouffa, que seria prohibit durant un any per la censura. En 1975 va produir una cinta pornogràfica, Le Sexe qui parle, de Claude Mulot. Passant a la direcció, va rodar entre 1977 i 1980 una vintena de pel·lícules (algunes d'elles amb el pseudònim Jim Clark), entre les quals figuren Jeux de langue (1977), Je suis à prendre (1977, amb Brigitte Lahaie), i Dodo petites filles au bordel (1980, amb Cathy Stewart i Julia Perrin).
Va treballar també amb el gènere fantàstic, rodant Le Démon dans l’île, amb Jean-Claude Brialy i Anny Duperey en 1983. Va tornar a l'erotisme en 1984 amb Emmanuelle 4, film rodat set anys després del tercer lliurament, i en el qual el paper de Sylvia Kristel passa a Mia Nygren.
En 1990 va codirigir en Moscou amb François Jouffa Sex & Perestroika, un documental de ficció. Va tornar al cinema pornogràfic en els anys 1990 amb Rêves de cuir i Rêves de cuir 2, que van batre rècords de vendes en cassets. En 2000 va rodar Regarde-moi, amb Ovidie, i un documental sobre el seu rodatge, Focus, que va difondre en la seva pàgina en internet.
Prestigiós com l'intel·lectual del cinema pornográgfico, Leroi va aportar una certa respectabilitat al gènere.
Francis Leroi va morir en 2002 en Curepipe, Maurici, a causa d'un càncer.

## Filmografia

### Director

#### Cinema clàssic
- 1966: Pop' Game (també director de fotografia).
- 1968: La Poupée rouge.
- 1969: Ciné-Girl'.
- 1972: La Michetonneuse.
- 1982: Le Démon dans l’île.

#### Cinema eròtic i pronogràfic
- 1972: Les Tentations de Marianne (soft).
- 1974: Maghella.
- 1977: Jeux de langue (soft).
- 1976: Les Plaisirs solitaires, amb Maryline Guillaume i Segfried Sellier.
- 1977: Fella
- 1977: Lèche-moi partout.
- 1977: Je suis à prendre.
- 1978: Les Petites Filles.
- 1978: Les Jours et les nuits d'Eva Blue.
- 1978: La Servante perverse.
- 1978: Jouissance perverses.
- 1978: Cette salope d'Amanda.
- 1978: Alice chez les satyres.
- 1978: La petite pensionnaire.
- 1978: L'infirmière n'a pas de culotte.
- 1979: Désir sous les tropiques (soft).
- 1979: Nuits très chaudes aux Caraïbes (soft).
- 1979: Déculottez-vous Mesdemoiselles
- 1980: Petites filles au bordel
- 1980: La Pension des fesses nues.
- 1980: Charlotte mouille sa culotte !
- 1980: Le Secret des écolières sans culotte.
- 1981: Ma mère me prostitue
- 1983: Emmanuelle 4.
- 1990: Sex et Perestroika (soft).
- 1992: Rêves de cuir, amb Zara Whites i Deborah Wells.
- 1993: Rêves de cuir 2, amb Tabatha Cash i Deborah Wells.
- 1993: Le Secret d'Emmanuelle (Telefilm, soft).
- 1993: Éternelle Emmanuelle (Telefilm, soft).
- 1993: La Revanche d'Emmanuelle (Telefilm, soft).
- 1993: Emmanuelle à Venise (Telefilm, soft), amb Sylvia Kristel i Marcela Walerstein.
- 1993: L'Amour d'Emmanuelle (Telefilm, soft), amb Sylvia Kristel i Marcela Walerstein.
- 1993: Le Parfum d'Emmanuelle (Telefilm, soft), amb Sylvia Kristel i Marcela Walerstein.
- 1993: Magique Emmanuelle (Telefilm, soft), amb Sylvia Kristel.
- 1993: Emmanuelle au 7e ciel (soft).
- 2001: Focus (documental).
- 2001: Regarde-moi, amb Lisa Crawford, Ovidie i Titof.

### Guionista
- 1966: Pop' Game
- 1975: Emmanuelle l'antivierge
- 1982: Le Démon dans l'île
- 1984: Emmanuelle 4

### Productor
- 1972: Le Franc-tireur
- 1973: La Bonzesse
- 1977: Entrecuisses / Possessions
- 1977: Triples introductions

## Premios
- 1983: Premi Suspens del Festival de Cinema Fantàstic d'Avoriaz per Le Démon dans l'île.[3]
- 1984: Fantasporto per Le Démon dans l'île.